# Tachypeza truncorum
Tachypeza truncorum är en tvåvingeart som först beskrevs av Fallen 1815.  Tachypeza truncorum ingår i släktet Tachypeza och familjen puckeldansflugor. Arten är reproducerande i Sverige. Inga underarter finns listade i Catalogue of Life.